# Everybody (Tanel-Padar-&-Dave-Benton-Lied)
Everybody (englisch für Alle) ist ein Popsong von Tanel Padar und Dave Benton featuring 2XL. Er war Siegertitel des Eurovision Song Contest 2001 für Estland.

## Inhalt
Der Text animiert zum Feiern und Tanzen, so soll ausgelassen der Moment gelebt werden und alle sollen mitmachen. Musikalisch ist ein schneller Disco-Popsong zu hören, mit Bläser-Fills, Funk-Gitarre und Hammondorgel. Im Hintergrund singen (und tanzen) die Gruppe 2XL.

## Geschichte
Der Song war zunächst Gewinnertitel des Eesti Laul 2001, der estnischen Vorauswahl. Eine internationale Jury wählte den Song aus acht Titeln aus. Beim Eurovision Song Contest 2001 in Kopenhagen konnte der Titel mit 198 Punkten schließlich den Sieg erringen. Der Song war der erste und einzige Sieg Estlands und der erste Sieg einer ehemaligen Sowjetrepublik. Dave Benton war der erste schwarze Eurovisions-Gewinner und auch der bislang älteste.

## Chartplatzierungen
| ChartsChartplatzierungen | Höchstplatzierung | Wochen |
| ------------------------ | ----------------- | ------ |
| Deutschland (GfK)        | 99 (1 Wo.)        | 1      |